# Поликрат Эфесский
Поликра́т Эфе́сский (др.-греч. Πολυκράτης Εφέσου; ранее 131—196) — митрополит в городе Эфесе. В своём послании к епископу Рима Виктору Поликрат сообщает, что он прожил 65 лет в Господе (что может означать число лет от святого Крещения или, что менее вероятно, количество лет от плотского рождения). Кроме того, Поликрат сообщает, что он уже восьмой епископ в своём роду.
Поликрат известен своим спором по поводу дня празднования Пасхи с епископом Рима Виктором. Об этом споре сообщают Евсевий Кесарийский в сочинении «Церковная история» (кн.3, гл.31) и Иероним Стридонский в сочинении «О знаменитых мужах» (гл.45). Суть спора заключалась в том, что Эфесская и Римская поместные церкви праздновали Пасху, руководствуясь двумя разными церковными преданиями, полученными от разных апостолов. Эфесская церковь праздновала Пасху в один день иудеями — всегда 14 нисана, согласно преданию, полученному от апостола Иоанна Богослова и апостола Филиппа; а Римская церковь праздновала Пасху всегда после иудейской Пасхи (после 14 нисана) и в воскресение, согласно преданию, полученному от апостолов Петра и Павла. Римский епископ требовал от остальных поместных церквей прекратить общение с Эфесской поместной церковью и более того огульно объявлял членов Эфесской церкви отлучёнными. С ним были не согласны остальные поместные церкви, например, Ириней Лионский от имени галльских епископов писал о том, что нельзя отлучать целые поместные церкви за то, что они хранят, преданный им издревле обычай. Ириней выступал в качестве миротворца, он пишет о том, что спор о времени празднования Пасхи был ещё раньше между Поликарпом епископом Смирнским и епископом Римским Аникетом, но, несмотря на разность, оба архиерея имели мир и полное евхаристическое общение.
Окончательно вопрос о времени праздновании Пасхи был решён на Первом Вселенском соборе, на нём было решено, что все поместные церкви должны праздновать Пасху в один день — в день воскресный, следуя обычаю Римской церкви.